# Jean Nelissen

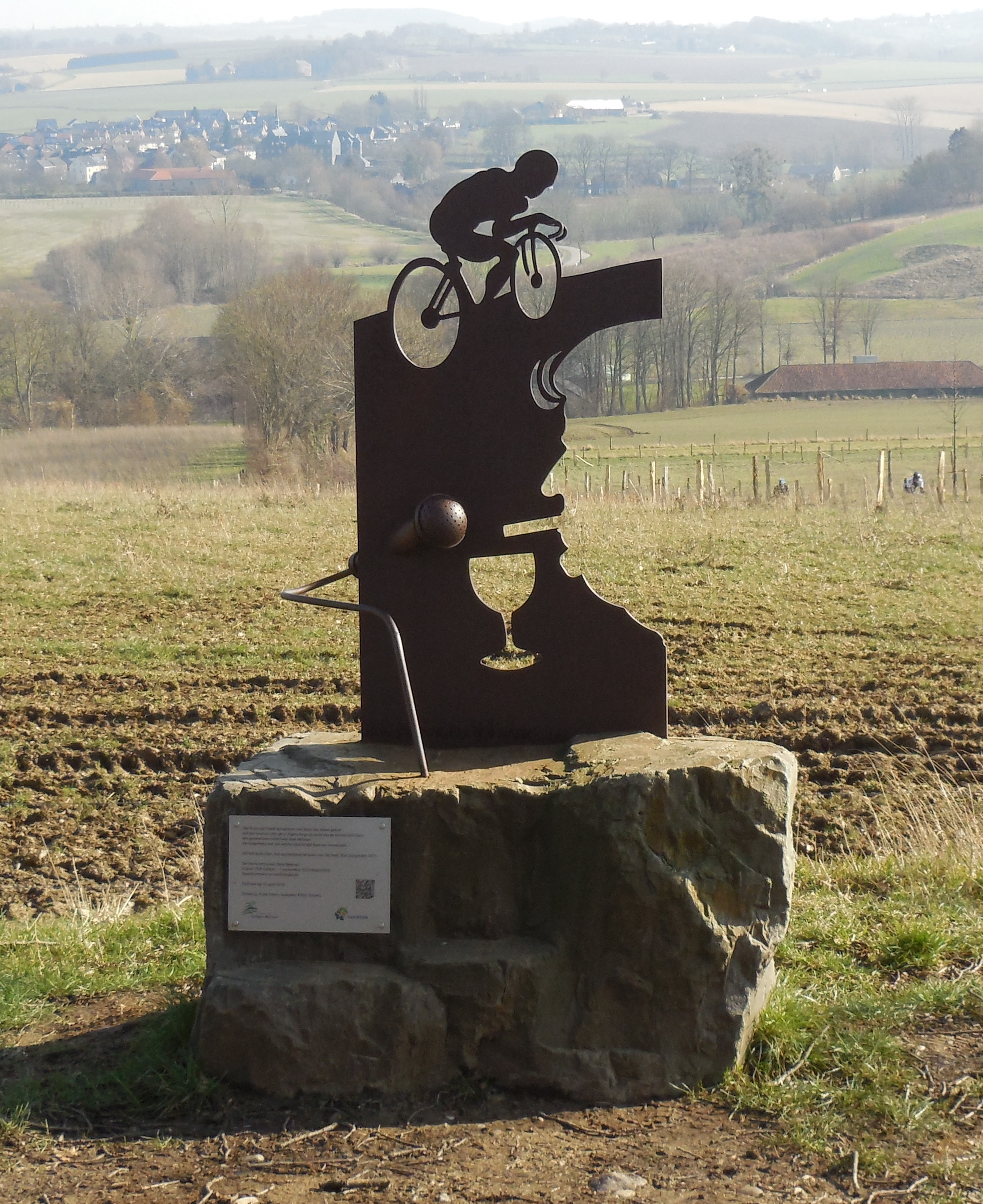
Monument für Jean Nelissen auf dem Gulperberg

Jean Nelissen (* 2. Juni 1936 in Geleen; † 1. September 2010 in Maastricht) war ein niederländischer Sportjournalist.

## Biographie
Jean Nelissen war viele Jahre lang bis zu seiner Pensionierung Sportchef bei der Tageszeitung De Limburger. „De Neel“, so sein Spitzname, wurde dem breiten Publikum in den Niederlanden vor allem als Kommentator der NOS für die „Tour de France“ im Fernsehen bekannt, gemeinsam mit seinem Kollegen Mart Smeets. In seiner Fernsehkolumne „De Avondetappe“ berichtete er über historische Ereignisse aus dem Radsport. Nelissen (der sich selbst „der niederländische Watterott“ nannte) war berühmt für sein enzyklopädisches Wissen zur Radsportgeschichte. 2007 gab Nelissen seine Tätigkeiten im Fernsehen auf.
Nelissen, der für seinen Whisky- und Zigarrenkonsum bekannt war, verfasste 26 Bücher, darunter De bijbel van de Tour de France, in dem man alle Ergebnisse der Tour nachschlagen kann. Außerdem war er beteiligt an der Abfassung der Reglementair uit het wiel rijden (Wettfahrbestimmungen für den Radsport). Er war zuletzt als freier Journalist für De Limburger und die Monatszeitschrift Wieler Revue tätig. Er war der Onkel des ehemaligen Rennfahrers Danny Nelissen.
Jean Nelissen war auch der (einer von zwei gleichnamigen) Namensgeber für das Jedermannrennen „Jean Nelissen Classic“ (Vianden-Kautenbach-Vianden), das seit 2002 vom „Driebergse Tourclub“ veranstaltet wird. Im Juli 2015 erschien das Buch Jean des Autors Bart Jungmann. Am 15. April 2016, zwei Tage vor Austragung des Amstel Gold Race, wurde auf dem Gulperberg ein Denkmal zu Ehren von Nelissen enthüllt.

## Werke (Auswahl)
- Het intrigerende wielerleven van Jean Nelissen. Autobiografie. 2010.
- De 100 beste wielrenners van de wereld, 2000.
- Doping. Het duivelse spel met leven en gezondheid, 2002.